# Tissi (Italie)
Pour les articles homonymes, voir Tissi.
Tissi est une commune de la province de Sassari en Sardaigne (Italie).

## Administration
| Période                                  | Période  | Identité          | Étiquette    | Qualité |
| ---------------------------------------- | -------- | ----------------- | ------------ | ------- |
| 29 mai 2007                              | En cours | Maria Lucia Cocco | Lista Civica |         |
| Les données manquantes sont à compléter. |          |                   |              |         |

### Communes limitrophes
Ossi, Sassari, Usini